# Rezervat prirode Okapi
Rezervat prirode Okapi (фр. Réserve de faune à okapis) je mesto svetske baštine u Ituri šumi na severoistoku Demokratskie Republike Kongo, u blizini granica sa Južnim Sudanom i Ugandom. Sa približno 14,000 km², ovaj rezervat pokriva oko jedne petine šumske oblasti.

## Ekologija
Rezervat divljih životinja čini otprilike jednu petinu ukupne površine šume Ituri. Kao pleistocenski refugijum, šuma sadrži guste zimzelene i polu-zimzelene šume, u kojima dominiraju Mbau stabla (Gilbertiodendron dewevrei). Kroz rezervat teku reke Nepoko, Ituri i Epulu, okružene močvarnim šumama. Izdanci granita na severu rezervata štite kritično stanište za Encephalartos ituriensis, ugroženu vrstu cikada.
Zbog svoje relativno stabilne klime tokom višestrukih ledenih doba, rezervat divljih životinja i šuma Ituri u celini, štite jedinstvenu biološku zajednicu. Kao što mu ime govori, rezervat divljih životinja Okapi je dom mnogih okapija. Od 1996. godine, broj je procenjen na 3900–6350, od globalne populacije od oko 10.000–20.000. Godine 1996, u rezervatu je bilo otprilike 7.500 slonova i 7.500 šimpanzi, iako je taj broj verovatno značajno opao poslednjih godina zbog krivolova i političke nestabilnosti.
Ostali sisari identifikovani u rezervatu uključuju leoparda, šumskog bivola, vodenog jelena, bongoa, Bejtsovu pigmejsku antilopu i džinovsku šumsku svinju. Šume Ituri su dom za 17 vrsta primata koje su primećene u rezervatu, i imaju najveće bogatstvo vrsta primata od svih afričkih šuma.
Rezervat ima preko 370 vrsta ptica, i jedno je od najvažnijih lokacija za očuvanje ptica u kontinentalnoj Africi. Mnoge vrste ptica koje se nalaze u rezervatu su endemične za basen Konga, uključujući ugrožene kongoanske paunove.
Impozantna planina Mbija nadvisuje selo Epulu, a nomadski pigmeji Mbuti i farmeri Bantu takođe žive u rezervatu.

## Lokacija
Reke Nepoko, Ituri, i Epulu protiču kroz rezervat. Impozantna planina Mbija nadvišava selo Epulu. U rezervatu živi oko 5.000 okapija, 4.000 slonova, 2.000 leoparda, šimpanzi i mnoštvo krokodila. Ostale životinje Iturske kišne šume uključuju šumske bivole i vodene jeleniće. Rezervat ima preko 300 vrsta ptica i jedno je od najvažnijih mesta za očuvanje ptica u kontinentalnoj Africi. Nomadski pigmeji Mbuti i autohtoni farmeri Bantu, takođe žive u rezervatu.

## Istorija
Rezervat divljih životinja Okapi stvoren je uz pomoć Projekta konzervacije Okapija 1992. godine. Projekt nastavlja da podržava rezervat obukom i opremanjem čuvara divljih životinja i pružanjem pomoći za poboljšanje života susednih zajednica. Rezervat za divlje životinje Okapi dodat je na spisak svetske baštine u opasnosti 1997. godine. Glavne pretnje rezervatu su krčenje šuma, prvenstveno prouzrokovano poljoprivredom seče i paljenja, i komercijalnim lovom radi prodaju mesa divljači. Eksploatacija zlata takođe je problematična za rezervat. Prema podacima iz 2005. godine, borbe u istočnom delu zemlje kretale su se unutar granica rezervata, zbog čega je njegovo osoblje bežalo ili bilo evakuisano. Nedostatak finansiranja zbog loših političkih i ekonomskih uslova Demokratske Republike Kongo takođe je problematičan. Postoje nastojanja da se ekološki turizam u tom području razvije, što bi dovelo do povećanog finansiranja i poboljšanja javne svesti.

## Konzervacija
Kao što proističe iz imena, rezervat divlje prirode Okapi dom je mnogih okapija. Od 1996. godine procenjivao se broj na oko 3900–6350, od globalne populacije od oko 10.000–20.000. To je takođe lokacija Centra za zaštitu i istraživanje Epulu, na reci Epulu. Ova instalacija datira iz 1928. godine, kada je američki antropolog Patrik Putnam osnovao kamp kao stanicu za hvatanje, gde su divlji okapiji hvatani i odatle slati u američke i evropske zoološke vrtove. Do 2012, i dalje je vršena ta funkciju, mada sa sasvim drugačijom metodologijom, jer je okapiji ostajali u Kongu. Godine 2012, pobunjenički napad ostavio je zatočene okapije centra mrtvim, i odlučeno je da se centar (barem dok je bilo zabrinutosti za bezbednost) usredsredi na očuvanje divljih okapija u rezervatu. Centar takođe obavlja mnogo važnih istraživačkih i konzervatorskih poslova.

## Kopanje zlata
Od 2015. postoji kamp za zanatsko iskopavanje zlata u Mučači u okviru rezervata koji zapošljava oko 8.000 ljudi. Rudnikom upravljala labavo organizovana pobunjenička frakcija, Maj-Maj Simba, koja je imala za cilj da oslobodi lokalno stanovništvo od ograničenja korišćenja zemljišta rezervata. Upravnik rezervata, pukovnik Lucien Gedeon Lokumu najavio je operaciju Safiša za čišćenje rezerve od pobunjeničkih snaga i rudarskih operacija.
Izveštaj Grupe eksperata Ujedinjenih nacija za Demokratsku Republiku Kongo iz juna 2021. izazvao je zabrinutost zbog prisustva poluindustrijalizovanih operacija jaružanja 12 kilometara južno od Bandegajda, u okviru rezervata divljih životinja Okapi. Rudarstvo se odvijalo u kompleksu Mučača Ming (MMC) koji je obuhvaćen dozvolom zvaničnog rudarskog katastra DRC-a, koji drži MCC Reoursi kineskog biznismena Kong Maohuajija. U rudniku je radila kompanija Kimia Mining Investment sarl. Rudarstvo je ilegalno u rezervatu, a trupe FARDC-a su čuvale rudnik, takođe kršeći zakon Konga.
Kasnije tog meseca, vlasti Konga objavile su zaplenu 31 kg zlata (u vrednosti od oko 1,9 miliona dolara) iz ovog rudnika Mučaha. Prema podacima iz 2022. godine, nevladine organizacije kao što su Savet za zaštitu životne sredine kroz zakonitost i sledljivost (CODELT) i Kongoansko upozorenje za životnu sredinu i ljudska prava (ACEDH) krive rudarske operacije za uništavanje netaknute prašume u rezervatu.

## Pobunjenički napadi
Dana 24. juna 2012. godine, Konzervatorski i istraživački centar Epulu napala je, opljačkala i spalila grupa pobunjenika Maj-Maj, koju je vodio Pol Sadala (alias Morgan), a sastojala se od lovokradica slonova i ilegalnih rudara. Tokom napada, ubijeno je 13 od 14 okapija u centru (poslednji je kasnije umro od povreda zadobijenih tokom napada), a takođe je ubijeno šest osoba, uključujući dva čuvara divljih životinja. Mnogi drugi meštani, neki od kojih maloletni, oteti su, ali su svi kasnije pušteni. Početkom avgusta, bezbednosna situacija se popravila zahvaljujući trupama Kongoanske vojske i stražarima Kongoanske uprave za zaštitu divljih životinja, i pripreme za popravke centra su započele. Nakon donacija iz celog sveta, obnovljen je godinu dana nakon napada.
Dana 14. jula 2017. godine, u delu rezervata u blizini Mambase, izveden je napad, verovatno od strane pobunjenika Maj-Maj. Strani novinari (dva Britanca i Amerikanac) i nekoliko lokalnih čuvara parkova pobegli su neozleđeni, ali je pet lokalnih službenika rezervata (četiri čuvara i tragač) ubijeno. Nekoliko napadača je takođe ubijeno.

## Literatura
- Susan Lyndaker Lindsey; Mary Neel Green; Cynthia L. Bennett (1999). The Okapi. University of Texas Press.  0-292-74707-1
- „Okapi Conservation Project”. Wildlife Conservation Network.
- „Okapi Conservation Project”. African Conservation Foundation. Архивирано из оригинала 27. 05. 2007. г. Приступљено 15. 07. 2023.
- „Okapi Conservation Project”. Wildlife Conservation Network.
- „WCN Board of Directors”. Wildlife Conservation Network.
- UNESCO World Heritage Centre (1992—2017). „Okapi Wildlife Reserve”. Приступљено 2017-10-27.
- „Tragic Losses in the Heart of Darkness”. Huffington Post.
- „Poachers Attack Okapi Wildlife Reserve”. Wall Street Journal Market Watch.
- „The Okapi Conservation Project”. Houston Zoo. Архивирано из оригинала 18. 12. 2010. г. Приступљено 15. 07. 2023.